# Lưu Báo
Lưu Báo là con trai của Thiền vu Hung Nô Ư Phu La vào cuối thời nhà Hán và thời Tam Quốc trong lịch sử Trung Quốc. Lưu Báo là cha của Lưu Uyên, người sáng lập nên nước Hán Triệu vào thời Ngũ Hồ thập lục quốc.
Lưu Báo là người thừa tự của Ư Phu La Thiền vu. Khi Ư Phu La mất, em trai của Ư Phu La là Hô Trù Toàn đã thừa kế ngôi vị thiền vu, phù hợp với nguyên tắc kế vị của Hung Nô, và Lưu Bảo khi đó trở thành Tả Hiền Vương, tương đương với vị trí Thái tử. Lưu Báo về sau tiếp nhận ngũ bộ Hung Nô.
Năm thứ 21 dưới sự cai trị của mình, Hô Trù Toàn đã bị Tào Tháo cầm giữ và Lưu Báo lên ngôi thiền vu (215-260). Em trai ông là Khứ Ti nắm quyền quản lý ngũ bộ và trở thành Tả Hiền Vương. Thời gian làm Thiền vu Nam Hung Nô của Lưu Báo là dài nhất trong lịch sử các thiền vu.
Trong cuộc chính biến của Lý Thôi tại Trường An, Lưu Bảo bắt Sái Văn Cơ làm lẽ và có hai người con với bà. Ông đã trao trả Văn Cơ khi Tào Tháo cho sứ giả đem vàng ngọc tới chuộc về. Khi bộ lạc trải qua các vẫn đề nội bộ, Đặng Ngải đã khuyên ông nên từ bỏ một số quyền lực của mình.